# Adventure Express
Adventure Express in Kings Island (Mason, Ohio, USA) ist eine Hybrid-Stahlachterbahn mit Holzstruktur vom Modell Mine Train des Herstellers Arrow Dynamics, die am 13. April 1991 eröffnet wurde.
Die 903 m lange Minenachterbahn, deren Bau 4 Mio. US-Dollar kostete, erreicht eine Höhe von 19 m, besitzt vier Tunnel und zwei Lifthills. Die Höchstgeschwindigkeit beträgt 56 km/h.

## Züge
Adventure Express besitzt drei Züge mit jeweils fünf Wagen. In jedem Wagen können sechs Personen (drei Reihen) Platz nehmen. Die Fahrgäste müssen mindestens 1,12 m groß sein, um mitfahren zu dürfen.